# Elektronenkanon

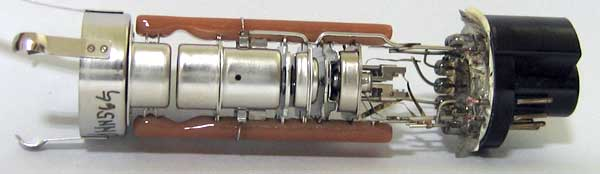
Elektronenkanon uit een kathodestraalbuis

Een elektronenkanon is een onderdeel van een kathodestraalbuis of CRT die een intense elektronenstraal in een vacuüm met een heel hoge snelheid afschiet.
Het bestaat uit een kathode en een aantal metalen plaatjes, die roosters genoemd worden, met een gaatje erin of drie gaatjes voor een elektronenkanon voor een kleurenbeeldbuis.
De kathode wordt verhit tot ongeveer 1000 graden, waardoor er elektronen vrijkomen.
Het tweede rooster dat ongeveer op een spanning van 500 V staat trekt de elektronen vanaf de kathode door een gaatje in het eerste rooster. Het gaatje in het eerste rooster dient ervoor om de doorsnede van de bundel te begrenzen. Het derde en volgende plaatjes dienen ervoor om de elektronen te versnellen (ongeveer tot 30 keV), te focusseren en in het geval van een kleurenkanon de drie bundels naar een punt te convergeren. Met het focussen wordt de doorsnede van de bundel klein gemaakt, zodat het beeld scherper wordt. De bundel mag echter niet te klein van doorsnede worden, omdat dan moiré kan optreden. Het versnellen van de elektronen is nodig om ze voldoende energie te geven, die vervolgens in licht kan worden omgezet.
Kleurenbeeldbuizen hebben drie elektronenkanonnen, een voor elk van de primaire kleuren rood, groen en blauw. Ze zijn in een driehoek opgesteld of in geval van de Trinitron-buis in een lijn. Een schaduwmasker zorgt ervoor dat de elektronen van elk van de kanonnen alleen maar die fosfor kunnen raken die de bijbehorende kleur heeft.